# Ernst Rubo
Ernst Rubo (* 18. Juli 1916 in Magdeburg; † nach 1991) war ein deutscher Ingenieur und Hochschullehrer.

## Leben und Werk
Nach dem Schulbesuch studierte Rubo Maschinenbau, erlangte 1944 den Abschluss als Diplom-Ingenieur und promovierte 1948 zum Dr.-Ing. Danach wurde er nach der Habilitierung an der Technischen Hochschule Hannover 1956 dort Privatdozent und im gleichen Jahr Leiter der Zentrale der Werkstoffstelle Pintsch Bamag AG Butzbach. 1962 wechselte er als Leiter zur Zentralen Entwicklungsorganisation der genannten Firma. Seine Forschungsgebiete waren Werkstoffkunde, Schweißtechnik und Druckapparate.

## Schriften (Auswahl)
- Ermittlung der Achsfehler-Empfindlichkeit verschiedener Zylinder-Schneckentriebe mit Hilfe des "Einlauf-Abschliffvolumens". Braunschweig 1948.
- Vorschläge zur Ausbesserung von Oberflächenfehlern an hochbeanspruchten Schmiedeteilen. 1956
- Zum Stand der Magnesiumschweißung. In: Zeitschrift für Metallkunde 1956, S. 466.
- Grundsätzliche Betrachtungen zum Aussagewert von Prüfverfahren mit Beispielen aus der Werkstofftechnik. In: Materialprüfung 5 (1963), S. 1–9.
- (Mitautor): Symposium Rohrleitungstechnik in Wärmekraftwerken. Essen 1973.

## Ehrungen
- 1970: DVS-Ehrennadel